# هانك إليوت
هانك إليوت (بالإنجليزية: Hank Elliott)‏ هو سياسي أمريكي، ولد في 22 مارس 1936 في الولايات المتحدة. حزبياً، نشط في الحزب الجمهوري. وقد انتخب عضو مجلس نواب جورجيا.